# Peristerion
Peristerion (greacă Περιστέρι) este un oraș în Grecia.
- Suprafață: 10 km²

## Populație
| Anul | Populație | Densitate    |
| ---- | --------- | ------------ |
| 1981 | 140,858   | 14,085.8/km² |
| 1991 | 137,288   | 13,728.8/km² |

## Personalități
- Demostene Russo (1869 - 1938), istoric și filolog român.